# Comuna Dobropillea, Huleaipole
Dobropillea (în ucraineană Добропілля) este o comună în raionul Huleaipole, regiunea Zaporijjea, Ucraina, formată din satele Dobropillea (reședința), Dobrovilne, Nove Zaporijjea și Varvarivka.

## Demografie
Componența lingvistică a comunei Dobropillea
     Ucraineană (93,63%)
     Rusă (4,06%)
     Belarusă (1,87%)
Conform recensământului din 2001, majoritatea populației comunei Dobropillea era vorbitoare de ucraineană (93,63%), existând în minoritate și vorbitori de rusă (4,06%) și belarusă (1,87%).